# GB 13000
GB/T 13000（《信息技术 通用编码字符集（UCS）》）是中华人民共和国国家标准之一，由全国信息技术标准化技术委员会(SAC/TC28)提出并归口，修改采用（MOD）ISO/IEC 10646，属于采标。

## 历史
第一版GB 13000.1-93《信息技术　通用多八位编码字符集（UCS）第一部分：体系结构与基本多文种平面》等同采用ISO/IEC 10646-1:1993，等效于Unicode 1.1。
第二版GB 13000-2010《信息技术 通用多八位编码字符集（UCS）》等同采用ISO/IEC 10646:2003，等效于Unicode 4.0。根据2017年第7号公告和强制性标准整合精简结论，自2017年3月23日起，该标准转化为推荐性标准，不再强制执行。
第三版GB/T 13000-2025《信息技术 通用编码字符集（UCS）》修改采用ISO/IEC 10646:2020和ISO/IEC 10646:
2020/Amd 1:2023，等效于Unicode 15.0。

## 外部連結
- 语言文字规范标准库